# Saison 2024-2025 du Marseille Hockey Club
 (janvier 2025).
Si vous disposez d'ouvrages ou d'articles de référence ou si vous connaissez des sites web de qualité traitant du thème abordé ici, merci de compléter l'article en donnant les références utiles à sa vérifiabilité et en les liant à la section « Notes et références ».
 (janvier 2025).
- Si vous ne connaissez pas le sujet, laissez ce bandeau (vous pouvez alors contacter les auteurs).
- Si vous supprimez le contenu mis en cause (vous pouvez préalablement contacter les auteurs),

argumentez précisément cette suppression dans la page de discussion
(un manque de référence n'est pas un argument ; une recherche réelle de référence doit avoir été effectuée, être formellement documentée).
Saison précédente Saison suivante
La saison 2024-2025 du Marseille Hockey Club est la treizième de l'histoire du club. La seconde en Synerglace Ligue Magnus.

L'équipe est entraînée par Luc Tardif Junior.

## Avant-saison
Après une première saison réussie autant sur le plan sportif que sur celui de la fidélisation du public, les Spartiates entament la saison qui doit confirmer toutes les promesses vu l'année passée. Le club commence par conserver son trio de capitaine, l'ex-international Da Costa, le Russe Stoliarov ainsi que Colotti qui lui est toujours en équipe de France. DLe tchèque Jan Dufek continue également, lui qui a terminé deuxième meilleur pointeur l'année passée. Le club continue de s'appuyer sur des jeunes français, Siraudin et Djigaouri sont conservés tout comme le fils Zwikel qui continuera à évoluer en parallèle avec l'équipe U20 des Rapaces de Gap. Les deux joueurs arrivés de Gap (Cirgues et Colombin) sont remplacés par les défenseurs Fabien Bourgeois et Yohan Coulaud ainsi que l'attaquant Paul Joubert qui connaît bien la maison (champion de D1 en licence bleue avec Marseille en 2021) qui arrive de la capitale des Hautes-Alpes. Flavian Dair lui arrive de Grenoble pour gagner en temps de jeu et confirmer ses trois premières saisons en Magnus. Le club active également une filière finlandaise avec pas moins de 4 arrivées de joueurs finnois, 2 attaquants et 2 défenseurs avec un mix entre jeunes joueurs prometteurs et joueurs plus confirmés, pour les accompagner, le club recrute un suédois (Björkung) et un attaquant américain prolifique en la personne de Matt Salhany. Pour compléter l'effectif et densifier l'équipe, le club s'appuie sur de jeunes internationaux U18 avec les attaquants Noa Nsonsa-Kitala qui arrive de Grenoble et Grégoire Gonnard qui rentre à Marseille après des passages au HC74 et à Angers.
Suoranta rate quasiment toute la préparation pour raison de congés paternité, fin septembre, le club et le joueur se séparent. Čiliak rechute et après seulement 3 matchs joués (dont un amical) il est indisponible jusqu'à la fin de saison. Le club recrute le portier suédois Stefan Stéen en remplacement, le lendemain les Spartiates annoncent l'arrivée d'Alexandre Boivin pour remplacer Suoranta. Mi-décembre alors que l'équipe connaît de nombreuses blessures (jusqu'à 8 joueurs absents simultanément), le canadien Cédric Desruisseaux rejoint l'équipe.

### Matchs amicaux
6 matchs amicaux sont au programme des Spartiates. Pas d'équipe étrangère au programme pour cette saison mais des duels contre des équipes de Ligue Magnus. Avec des matchs contre les 4 participants de la poule de relégation 2023-2024 et également une rencontre chez les Brûleurs de loups de Grenoble. 3 rencontres à domicile et 3 à l'extérieur avant de démarrer la saison.

## Effectif
| No    | Nom                    | Nat. | Position       | Arrivée                                  |
| ----- | ---------------------- | ---- | -------------- | ---------------------------------------- |
| +001, | Marek Čiliak           |      | Gardien de but | 2023 - HC Kometa Brno                    |
| +033, | Florian Gourdin        |      | Gardien de but | 2022 - Sangliers Arvernes de Clermont    |
| +060, | Stefan Stéen           |      | Gardien de but | 2024 - Capitals de Vienne                |
| +009, | Iouri Serguienko       |      | Défenseur      | 2024 - sans club                         |
| +010, | Victor Björkung        |      | Défenseur      | 2024 - HK Spišská Nová Ves               |
| +013, | Maurice Zwikel         |      | Défenseur      | 2023 - Rapaces de Gap U17                |
| +017, | Yohan Coulaud          |      | Défenseur      | 2024 - Rapaces de Gap                    |
| +026, | Markus Kojo            |      | Défenseur      | 2024 - VHK Vsetín                        |
| +036, | Elias Ruusu            |      | Défenseur      | 2024 - Koovee Tampere                    |
| +065, | Sasha Djigaouri        |      | Défenseur      | 2023 - Éléphants de Chambéry             |
| +074, | Fabien Bourgeois – A   |      | Défenseur      | 2024 - Rapaces de Gap                    |
| +082, | Colin Morillon         |      | Défenseur      | 2020 - Diables rouges de Briançon        |
| +005, | Patrik Machač          |      | Centre         | 2023 - HC Dynamo Pardubice B             |
| +008, | Radim Matuš            |      | Ailier         | 2025 - Bellinzona Rockets                |
| +011, | Grégoire Gonnard       |      | Attaquant      | 2024 - Ducs d'Angers U20                 |
| +012, | Paul Joubert           |      | Ailier         | 2024 - Rapaces de Gap                    |
| +015, | Maxence Leroux         |      | Centre         | 2021 - Pionniers de Chamonix Mont-Blanc  |
| +016, | Fabien Colotti – A     |      | Centre         | 2023 - Boxers de Bordeaux                |
| +021, | Simon Suoranta         |      | Ailier         | 2024 - TUTO Hockey                       |
| +022, | Cédric Desruisseaux    |      | Ailier         | 2024 - CSM Corona Brașov                 |
| +023, | Flavian Dair           |      | Ailier         | 2024 - Brûleurs de loups de Grenoble     |
| +044, | Jan Dufek              |      | Ailier         | 2023 - HC Kometa Brno                    |
| +071, | Guennadi Stoliarov – A |      | Ailier         | 2023 - Iougra Khanty-Mansiïsk            |
| +076, | Joni Airo              |      | Ailier         | 2024 - KeuPa HT                          |
| +077, | Teddy Da Costa – C     |      | Centre         | 2023 - TH Unia Oświęcim                  |
| +087, | Alexandre Boivin       |      | Centre         | 2024 - Podhale Nowy Targ                 |
| +091, | Paul Siraudin          |      | Ailier         | 2023 - Brûleurs de loups de Grenoble     |
| +093, | Matt Salhany           |      | Ailier         | 2024 - Aalborg Pirates                   |
| +097, | Noa Nsonsa-Kitala      |      | Attaquant      | 2024 - Brûleurs de loups de Grenoble U20 |

## Tenues utilisées par l'équipe
| Tenue domicile | Tenue extérieur | Tenue spéciale matchs de Gala |

## Statistiques

### Statistiques collectives
| Compétition      | Débute au tour  | Termine        | Matches joués | Victoires | Victoires prl/tab | Défaites | Défaites prl/tab | Buts pour | Buts contre | Différence |
| ---------------- | --------------- | -------------- | ------------- | --------- | ----------------- | -------- | ---------------- | --------- | ----------- | ---------- |
| Saison Régulière | -               | -              | 44            | 16        | 4                 | 20       | 4                | 138       | 148         | -10        |
| Play-offs        | 1/4 de finale   | 1/4 de finale  | 6             | 2         | 0                 | 4        | 0                | 10        | 17          | -7         |
| Coupe de France  | 1/16e de finale | 1/8e de finale | 2             | 1         | 0                 | 1        | 0                | 8         | 3           | +5         |
| Total            | -               | -              | 52            | 19        | 4                 | 25       | 4                | 156       | 168         | -12        |

## Joueurs en sélections nationales
Comme la saison précédente, Fabien Colotti et Maurice Zwikel sont appelés dans les équipes de France. Ils sont rejoint par les recrues Fabien Bourgeois, Yohan Coulaud, Flavian Dair, Paul Joubert et Noa Nsonsa-Kitala. Zwikel et Nsonsa-Kitala dans les équipes de France moins de 18 ans et moins de 20 ans, en équipe de France sénior pour les 5 autres joueurs. Ils sont également accompagnés par leur entraîneur Luc Tardif Junior (en tant qu'entraîneur adjoint) sur plusieurs rassemblements dans l'année. Colotti est retenu pour ses 2e championnats du monde, il est accompagné par Bourgeois et Coulaud qui vont découvrir la compétition. Zwikel et Nsonsa-Kitala sont pris pour les championnats du moins moins de 18 ans et moins de 20 ans ; malheureusement une blessure en play-offs empêche Nsonsa-Kitala de participer à la compétition en moins de 18 ans.
Avec 3 joueurs pris au championnat du monde sénior, le club de Marseille est le deuxième le plus représenté en équipe de France.
| Joueur            | Équipe     | Championnat du monde | Championnat du monde | Championnat du monde | Championnat du monde | Championnat du monde | Championnat du monde | Matchs amicaux | Matchs amicaux | Matchs amicaux | Matchs amicaux | Matchs amicaux | Total | Total | Total | Total | Total |
| Joueur            | Équipe     | Compétition          | PJ                   | B                    | A                    | Pts                  | Pun                  | PJ             | B              | A              | Pts            | Pun            | PJ    | B     | A     | Pts   | Pun   |
| ----------------- | ---------- | -------------------- | -------------------- | -------------------- | -------------------- | -------------------- | -------------------- | -------------- | -------------- | -------------- | -------------- | -------------- | ----- | ----- | ----- | ----- | ----- |
| Fabien Bourgeois  | France     | Ch. du monde         | 0                    | 0                    | 0                    | 0                    | 0                    | 8              | 0              | 2              | 2              | 2              | 8     | 0     | 2     | 2     | 2     |
| Fabien Colotti    | France     | Ch. du monde         | 0                    | 0                    | 0                    | 0                    | 0                    | 5              | 2              | 0              | 2              | 2              | 5     | 2     | 0     | 2     | 2     |
| Yohan Coulaud     | France     | Ch. du monde         | 0                    | 0                    | 0                    | 0                    | 0                    | 8              | 0              | 0              | 0              | 6              | 8     | 0     | 0     | 0     | 6     |
| Flavian Dair      | France     | -                    | -                    | -                    | -                    | -                    | -                    | 4              | 0              | 0              | 0              | 4              | 4     | 0     | 0     | 0     | 4     |
| Paul Joubert      | France     | -                    | -                    | -                    | -                    | -                    | -                    | 4              | 0              | 2              | 2              | 2              | 4     | 0     | 2     | 2     | 2     |
| Noa Nsonsa-Kitala | France U18 | -                    | -                    | -                    | -                    | -                    | -                    | 6              | 6              | 1              | 7              | 0              | 6     | 6     | 1     | 7     | 0     |
| Noa Nsonsa-Kitala | France U20 | Ch. du monde U20 D1A | 5                    | 3                    | 2                    | 5                    | 6                    | 4              | 1              | 0              | 0              | 0              | 9     | 4     | 2     | 6     | 6     |
| Maurice Zwikel    | France U18 | Ch. du monde U18 D1B | 5                    | 0                    | 1                    | 1                    | 0                    | 7              | 0              | 1              | 1              | 2              | 12    | 0     | 2     | 2     | 2     |
| Maurice Zwikel    | France U20 | Ch. du monde U20 D1A | 5                    | 0                    | 0                    | 0                    | 6                    | 4              | 1              | 1              | 2              | 4              | 9     | 1     | 1     | 2     | 10    |